# День дипломатического работника
«День дипломатического работника» — профессиональный праздник всех дипломатических работников Российской Федерации, который отмечается в России ежегодно, 10 февраля. Не является нерабочим днём.

## История и празднование
«День дипломатического работника» был учрежден 31 октября 2002 года Указом № 1279 Президента Российской Федерации Путина Владимира Владимировича, которым предписывалось: «Установить День дипломатического работника и отмечать его 10 февраля».
Дата, 10 февраля, для этого праздника была выбрана президентом России не случайно и связана с историей первого внешнеполитического ведомства России — Посольского приказа. На этот день 1549 года приходится наиболее раннее упоминание о нем, а его первым руководителем стал подьячий Иван Михайлович Висковатов (Висковатый) которому царём Руси Иваном Грозным было «приказано посольское дело». Однако Висковатый уделял мало внимания посольскому делу и вскоре Посольским приказом стал заниматься Андрей Васильев.
В 1718–1720 гг. Посольский приказ был преобразован в Коллегию иностранных дел. В 1802 году император Александр I сформировал Министерство иностранных дел — предтечу современного МИД РФ. При этом Коллегия иностранных дел не прекратила своего существования, но постепенно все её важнейшие функции были переданы МИДу. Окончательно Коллегию упразднили в 1832 г. 
В 2009 году в преддверии «Дня дипработника» премьер-министр РФ Владимир Путин направил поздравление «Сотрудникам и ветеранам Министерства иностранных дел Российской Федерации», в котором, в частности была дана оценка роли дипломатов в современных российских реалиях:

Российская дипломатия традиционно играет ключевую роль в реализации внешнеполитического курса нашей страны, твердо отстаивает национальные интересы России, вносит существенный вклад в обеспечение стабильности и безопасности в мире. Патриотизм, высокий профессионализм и интеллектуальный потенциал наших дипломатов способствуют укреплению международного авторитета и влияния России, созданию благоприятных условий для дальнейшего социально-экономического роста.